# Anna Hazare
 Kisan Baburao Hazare   (marâthî : किसन बाबुराव हजारे, Kisan Bāburāv Hajārē [?]) (né le 15 juin 1937), communément connu sous le  nom d'Anna Hazare  (marâthî : अण्णा हजारे, Aṇṇā Hajārē [?]; hindî: अन्ना हज़ारे, Annā Hazārē [?])? est un militant politique indien connu notamment pour son rôle dans le mouvement anti-corruption indien de 2011 et en raison de son action locale de soutien au développement du village de Ralegan Siddhi dans l'État du Maharashtra. Il reçoit en 1992 le Padma Bhushan, la troisième décoration civile la plus importante d'Inde pour ses efforts visant à faire de Ralegan Siddhi un village modèle.
Le 5 avril 2011, il entame une grève de la faim pour faire pression sur le gouvernement indien afin qu'il promulgue des lois anti-corruption efficaces telles que présentées dans le projet de loi Jan Lokpal, une mesure visant à la création d'un poste d'ombudsman (lokpal) ayant le pouvoir suffisant pour mettre fin à la corruption gouvernementale. Le jeûne provoque des manifestations dans tout le pays en soutien à Hazare. Ce dernier interrompt sa grève de la faim le 9 avril 2011, un jour après que le gouvernement indien a accepté d'accéder à toutes ses demandes.
Déçu par la proposition de loi élaboré par le gouvernement, il relance ses actions début août ce qui lui vaut d'être mis en détention le 16,.
Selon le classement du quotidien indien Daily News and Analysis, Anna Hazare est la personne la plus influente de Bombay en 2011. Certaines de ses positions sont critiquées, telles sa vision autoritaire de la justice, incluant la condamnation à la peine de mort des politiques corrompus et son soutien à la vasectomie forcée comme mesure de planning familial,.